# Mesocyclops jakartensis
Mesocyclops jakartensis – gatunek widłonoga z rodziny Cyclopidae. Opisał go rosyjski zoolog Wiktor Aleksiejew w artykule opublikowanym w 2013 roku przez międzynarodowy zespół zoologów w składzie: Wiktor Aleksiejew, Douglas G. Haffner, James J. Vaillant i Fatimah Md Yusoff. Miejsce typowe to staw Gold Sily w Dżakarcie na indonezyjskiej wyspie Jawa.